# Igreja de Paredes
A Igreja de Paredes, também referida como Igreja Paroquial de Paredes e Igreja de São Lourenço, situa-se na aldeia de Paredes, na atual freguesia de Parada e Faílde, no município de Bragança, no Distrito de Bragança.
Não se sabe ao certo, mas tudo indica que a igreja foi mandada construir quando Paredes conheceu o seu apogeu, com a exploração das minas de volfrâmio e de estanho.
A igreja é composta por um adro, uma sacristia e um anexo externo à igreja para armazenar andores, opas e bens.
O santo exposto no altar é o São Lourenço, padroeiro da aldeia.
Relativamente ao São Lourenço, a lenda diz que antigamente uma noite, os populares de Parada roubaram a o santo, mas no dia a seguir, São Lourenço estava novamente em Paredes.
Ainda antigamente (e ainda dos nossos dias), quando está uma forte trovoada, os populares vão a igreja e tiram o São Lourenço para o exterior. A trovoada pára então de imediato!

## Galeria de imagens

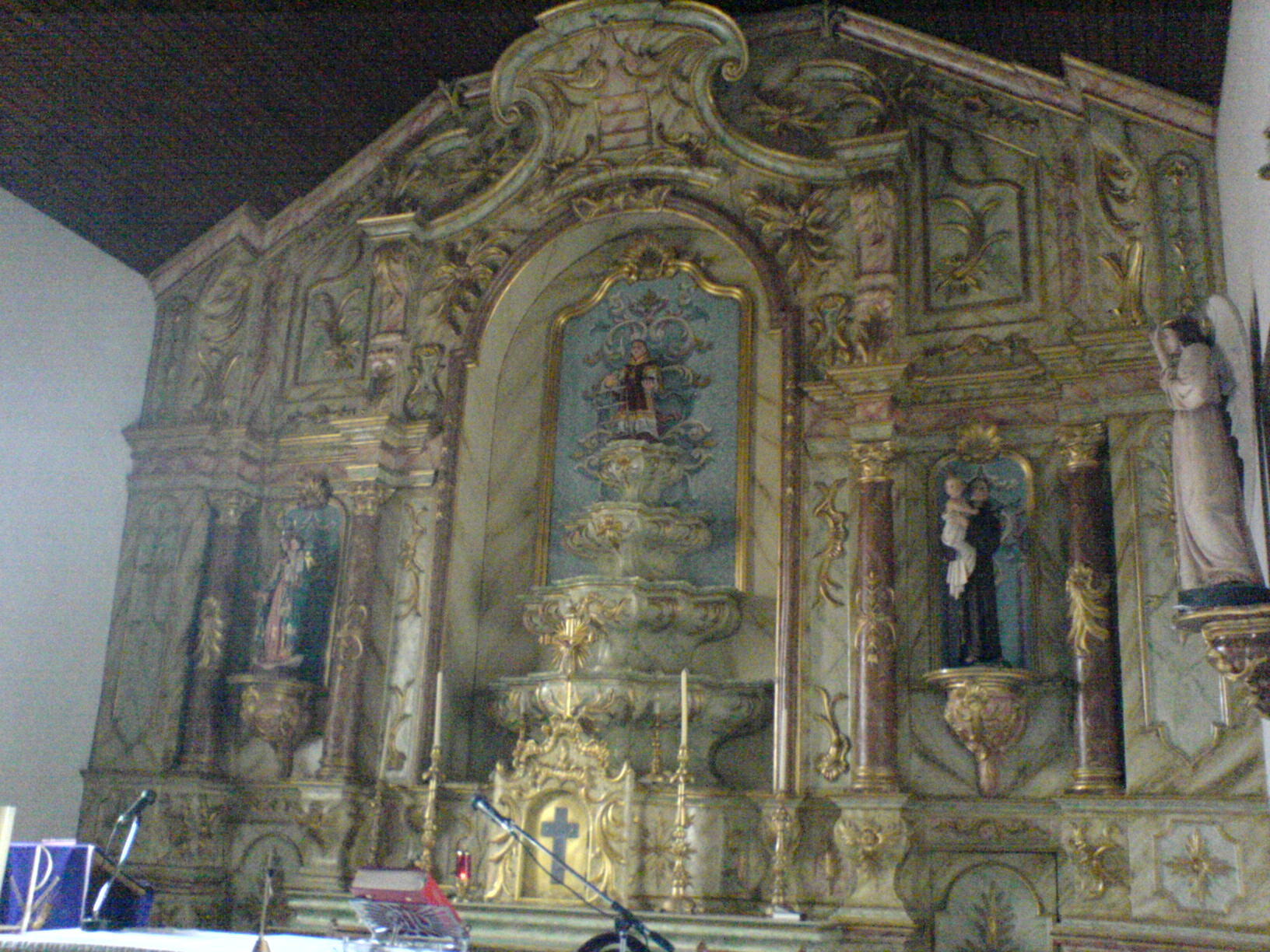
São Lourenço no altar
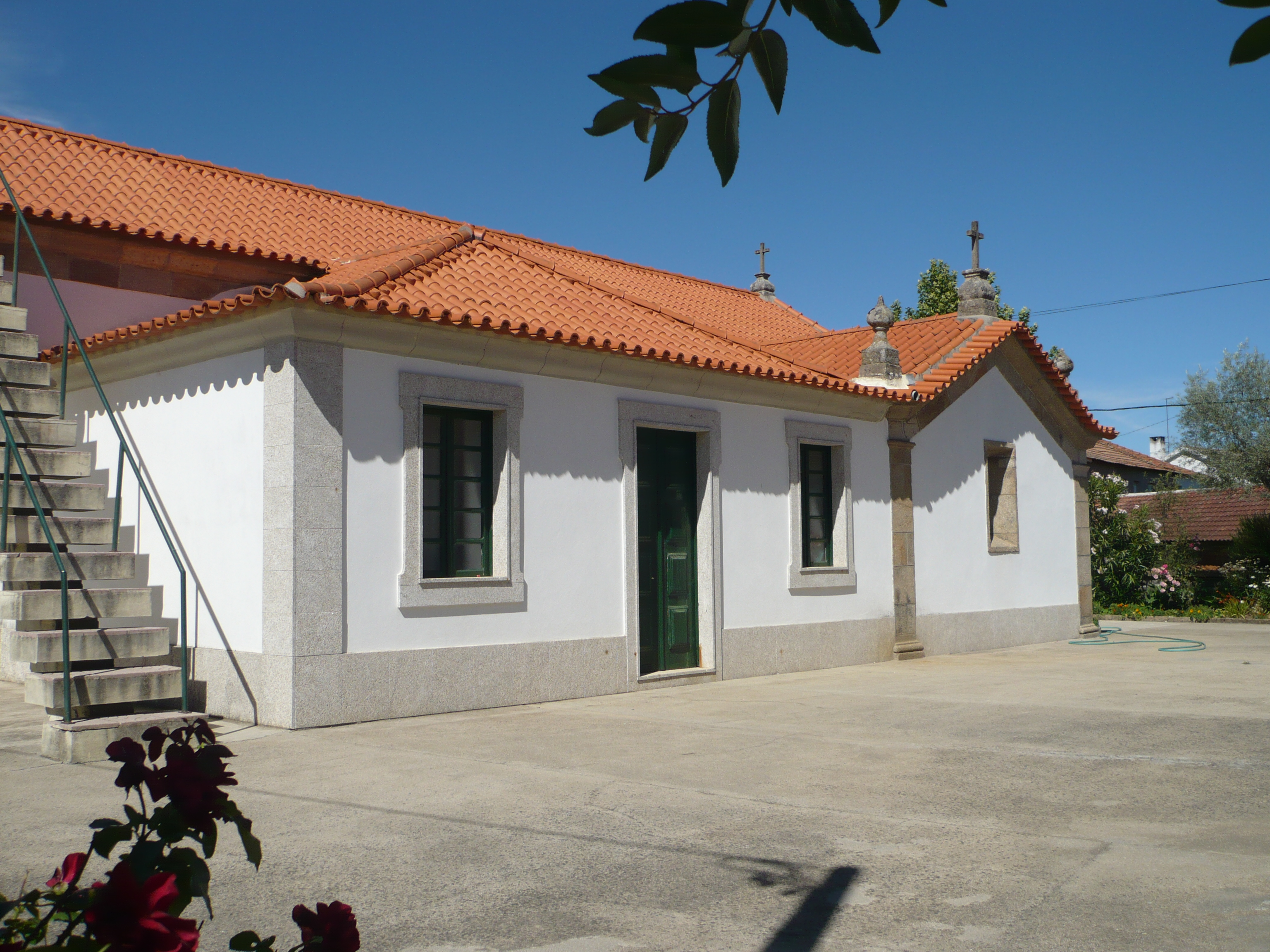
Parte lateral direita da igreja de Paredes
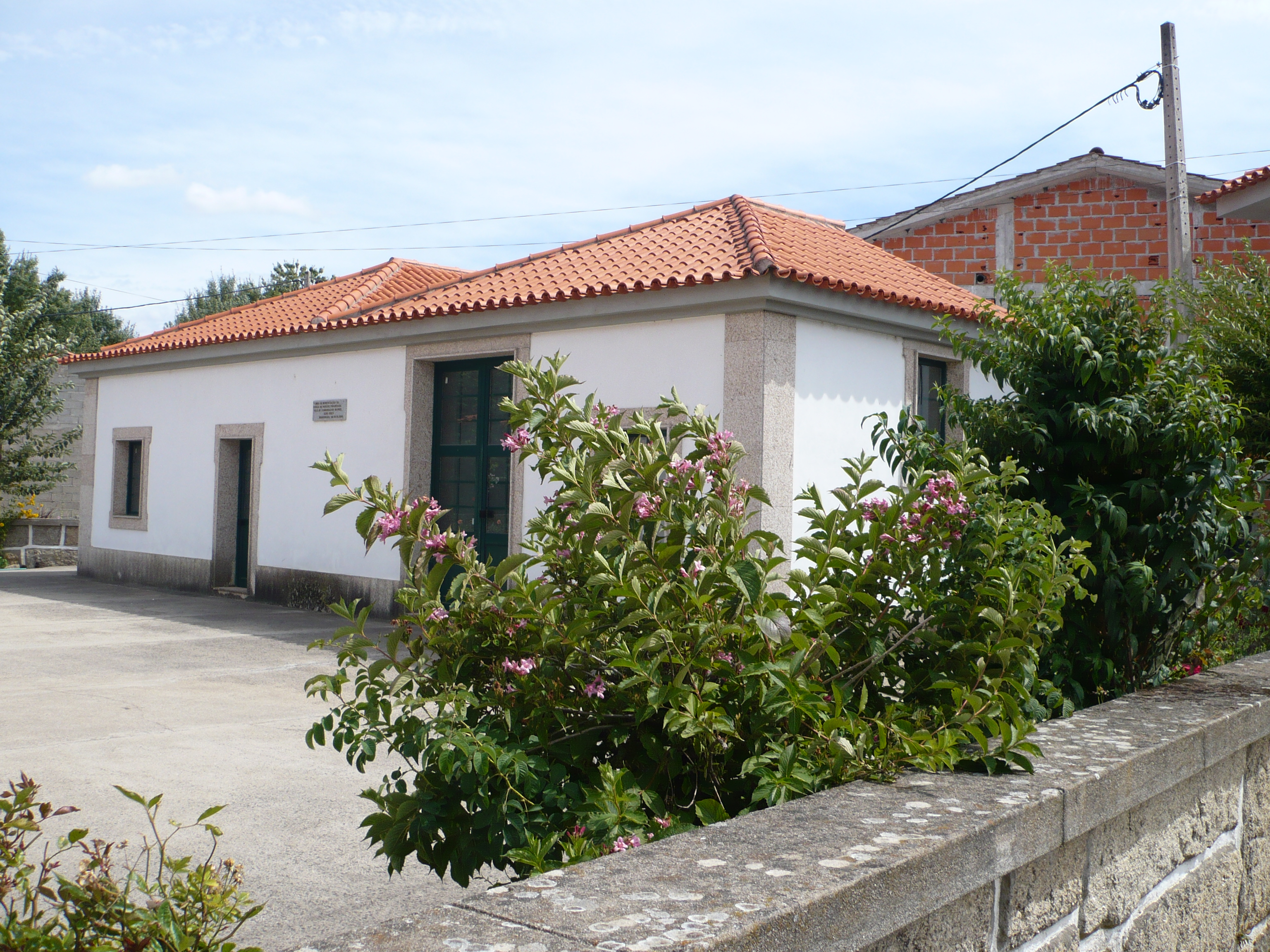
Anexo da igreja de Paredes para armazenar opas e andores